# 박명수 (프로게이머)
박명수(1987년 12월 7일 ~ )는 대한민국의 전직 스타크래프트 프로게이머로, 저그 유저이다. MS라는 아이디를 쓰며, 전 KT Rolster 소속이었던 저그 플레이어 박찬수의 쌍둥이 동생이다.
2004년 KOR에 입단하며 프로게이머 생활을 시작했다.
2006년 신한은행 스타리그 2006 시즌1을 통해 개인리그에 데뷔했다. 당대회 16강에선 MBC게임 히어로의 염보성과 맞붙었는데, 당시 박명수와 염보성은 2006 시즌 가장 주목받는 루키로서 경쟁 관계에 있었다. 치열했던 경기는 박명수의 2:1 승리로 마무리되었으며, 이후 박명수는 대테란전에 가장 강력한 저그로 각광받은 한편 염보성은 번번이 개인리그 16강을 넘지 못하는 '16강 징크스'에 빠지고 말았다.
2007 시즌에 접어들면서 다소 주춤하던 박명수는 2008 시즌부터 팀플레이로 전환, 개인리그보다는 프로리그 경기에 주력하였다. 특히 신한은행 프로리그 2008에서 전태규와 호흡을 맞춘 이후 하이트 스파키즈의 시즌 막바지 8연승 및 광안리 결승 진출에 크게 기여했다.
2009년 박카스 스타리그 2009 8강에서 같은 팀의 김창희, 4강에서 같은 팀의 문성진을 꺾으며 팀킬을 종결하고 데뷔 6년차만에 개인리그 결승에 진출했으나 아쉽게 준우승으로 만족해야 했다.
2010년 5월 사실상 스타크래프트 승부조작에 가담한 사실이 밝혀져 많은 팬들의 비난을 샀다. 당시 그는 장윤철과의 프로리그 팀 평가전 한경기만 조작을 했을 뿐, 공식전 경기는 한 건도 없는 것으로 드러났다.
2010년 6월 하이트 스파키즈의 프로리그 엔트리에 문성진, 김창희와 함께 말소되어 출전이 불가능하게 되었다.
2010년 6월 KeSPA 상벌위원회에서 영구제명 당하였다.
2010년 11월경 군에 입대하고 2012년 하반기에 군에서 전역을 하고 다른 일을 찾아보고 있는 것으로 추정된다.

## 주요 기록
박명수의 주요 기록은 승부조작 사건 이후, 한국e스포츠협회로부터 영구 제명되어 공식 기록에서 전부 삭제되었다.
- 2004년 제1회 커리지 매치 입상
- 2004년 스카이 라이프배 게임TV 신인왕전 준우승
- 2006년 로지텍 G-Festival 우승
- 2006년 신한은행 스타리그 2006 시즌1 8강
- 2006년 프링글스 MSL 시즌2 8강
- 2007년 신한은행 스타리그 2006 시즌3 8강
- 2007년 2007 서울 국제 e스포츠 페스티벌 스타크래프트 256강전 8강
- 2007년 곰TV MSL 시즌3 32강
- 2008년 박카스 스타리그 16강
- 2008년 곰TV MSL 시즌4 32강
- 2008년 EVER 스타리그 2008 16강
- 2008년 아레나 MSL 2008 32강
- 2008년 인크루트 스타리그 36강
- 2008년 클럽데이 온라인 MSL 8강
- 2008년 BATOO 스타리그 2008 16강
- 2009년 로스트사가 MSL 2009 16강
- 2009년 박카스 스타리그 2009 준우승 (0:3 이제동)
- 2009년 EVER 스타리그 2009 16강
- 2010년 대한항공 스타리그 2010 시즌1 36강
- 2010년 하나대투증권 MSL 2010 32강

## 별명
- 크레이지 저그 : 신한은행 스타리그 2006 시즌1에서 보여준 임팩트있는 플레이에서 유래
- 양념반 후라이드반 : SK테란을 상대할 때 자주 보여준 플레이에서 유래
- 교촌저그 : 동명이인 개그맨 박명수의 치킨 체인점에서 유래
- 거성저그 : 동명이인 개그맨 박명수의 별명에서 유래
- 싸움 닭 : 원래 가지고 있던 닭이라는 별명에다 뛰어난 경기력이 더해져 생긴 별명